# Фильтрационное горение
Фильтрационное горение — один из эффективных способов получения соединений металлов с газами: нитридов, оксидов, гидридов или фторидов.
Различают естественную и принудительную подачу газа во фронт химического превращения. Естественный характер фильтрации газа вызван потреблением его в химической реакции с твёрдым пористым горючим. Разбавление газообразного реагента инертным газом приводит к неполному химическому превращению. В процессе распространения волны горения химически активный газ потребляется, а инертный газ, накапливаясь во фронте горения, образует газовую «пробку». Фильтрационный транспорт активного компонента через инертный газовый слой с выравниванием давления между фронтом горения и внешней средой становится невозможен, что в условиях внешнего теплоотвода приводит к срыву горения.